# کارل هاینریش فون زیمنس

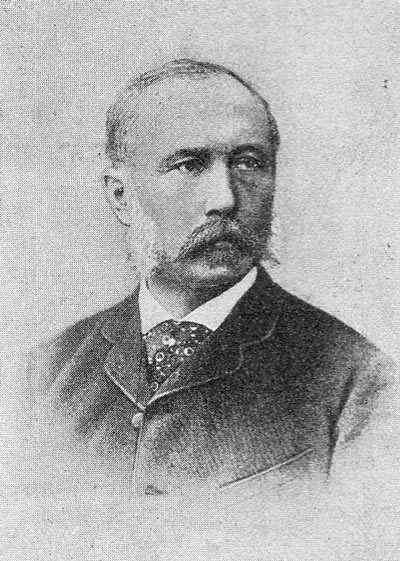
کارل هاینریش فون زیمنس

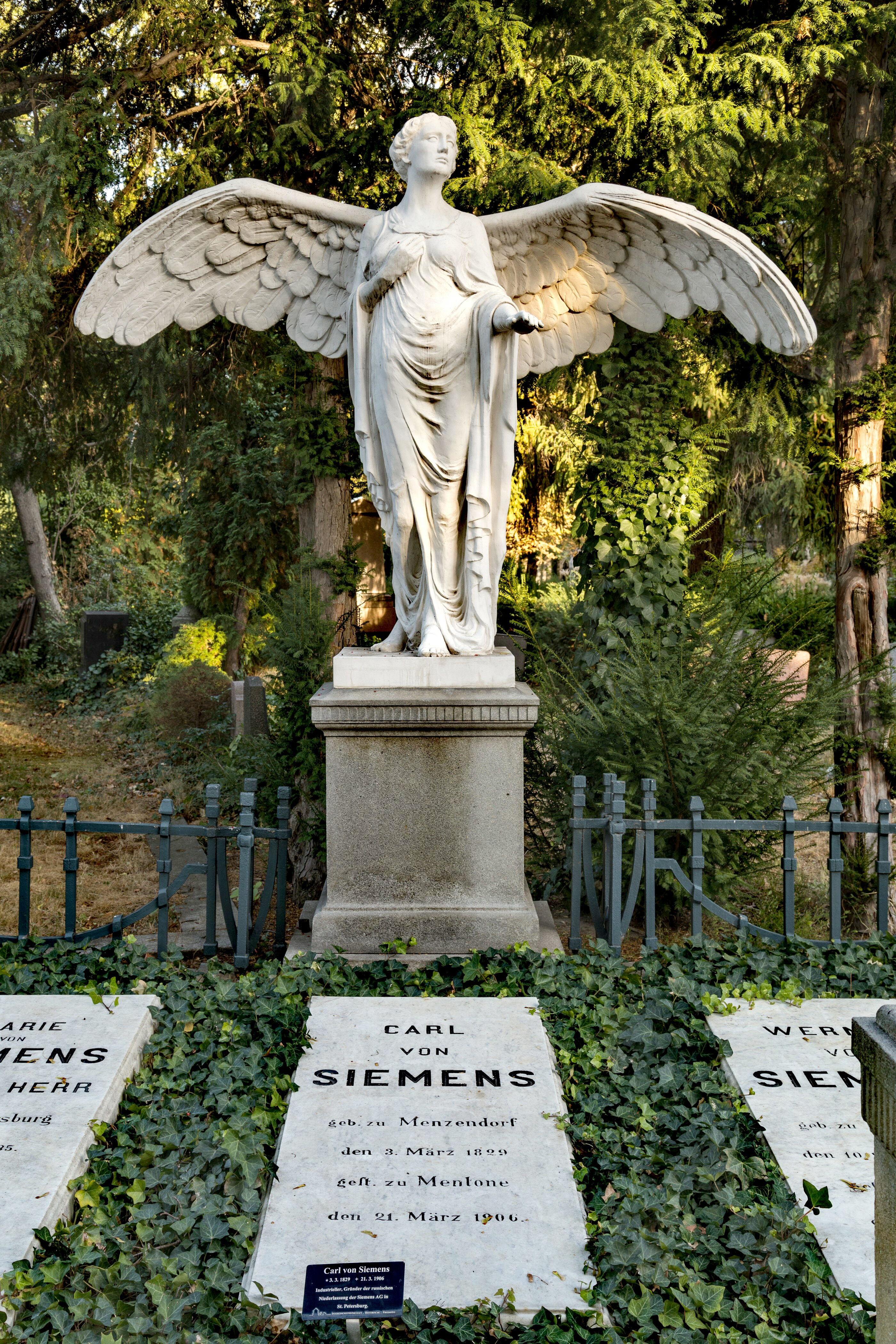
گور او در برلین

کارل هاینریش فون زیمنس (اغلب تنها کارل فون زیمنس) (زاده ۳ مارس ۱۸۲۹ در منتسندورف، مکلنبورگ - مرگ ۲۱ مارس ۱۹۰۶ در مانتون، فرانسه) یک کارآفرین آلمانی بود، یک فرزند (از چهارده نفر) یک کشاورز مستأجر از خانواده زیمنس بود. وی برادر ارنست ورنر فون زیمنس و کارل ویلیام زیمنس بود.